# Associação da Família Americana
A Associação da Família Americana (Inglês: American Family Association, AFA) é uma organização conservadora e fundamentalista cristã sem fins lucrativos sediada nos Estados Unidos. A organização se opõe aos direitos e expressão LGBTQ [en], à pornografia [en] e ao aborto. Além disso, posiciona-se sobre diversas outras metas de política pública. Fundada em 1977 por Donald Wildmon como Federação Nacional pela Decência, tem sua sede em Tupelo, Mississippi.
Parte do movimento da direita cristã, a AFA se define como "uma organização cristã que promove a ética bíblica de decência na sociedade americana, com ênfase primária em televisão e outros meios de comunicação", posteriormente alterando seu foco declarado para "questões morais que impactam a família". A organização realiza esforços de ativismo, incluindo boicotes, e-mails de alerta de ação, publicações nos sites da AFA ou na Revista AFA, transmissões na American Family Radio [en] e lobbying. A organização é credenciada pelo Conselho Evangélico para Responsabilidade Financeira (ECFA) e registrou um orçamento de mais de 16 milhões de dólares em 2011.
A AFA foi listada como um grupo de ódio anti-LGBTQ [en] pelo Southern Poverty Law Center (SPLC) desde novembro de 2010 por "propagação de falsidades conhecidas" e uso de "propaganda demonizadora" contra pessoas LGBTQ.

## Operações
O reverendo Donald Wildmon foi presidente da AFA até anunciar sua aposentadoria em 3 de março de 2010. Seu filho, Tim, é o atual presidente da AFA. A organização é governada por um conselho de diretores independente. A Revista AFA é uma publicação mensal com uma circulação de 180.000 exemplares, contendo notícias, reportagens, colunas e entrevistas. Além da publicação, os artigos da Revista AFA estão disponíveis online. A revista analisa o conteúdo de programas de televisão no horário nobre, categorizando-os com base em profanação, sexo, violência, homossexualidade, abuso de substâncias, conteúdo "anticristão" ou "politicamente correto". A categorização é acompanhada por breves descrições do conteúdo do episódio em análise. A revisão também lista os anunciantes de cada programa e convida os leitores a contatar os anunciantes ou redes de televisão para expressar preocupações sobre o conteúdo dos programas.
A American Family Radio (AFR) é uma rede de aproximadamente 200 estações de rádio pertencentes à AFA, que transmitem programação de orientação cristã.
O OneNewsNow.com (anteriormente AgapePress), a divisão de notícias da AFA, fornece noticiários em áudio online e um resumo diário de artigos de notícias, histórias da Associated Press e colunas de opinião.
O Centro para Lei e Política, o braço jurídico e político da AFA, foi desativado em 2007. Ele era especializado em casos de Primeira Emenda. O centro fazia lobby em corpos legislativos, elaborava legislações e entrava com ações judiciais por discriminação religiosa em nome de indivíduos.

## Campanhas e questões
A Associação da Família Americana (AFA) tem um histórico de ativismo ao organizar seus membros em boicotes e campanhas de envio de cartas com o objetivo de promover valores socialmente conservadores nos Estados Unidos. A AFA promoveu boicotes a programas de televisão, filmes e empresas que o grupo considera terem promovido indecência, obscenidade ou homossexualidade. Além de incentivar o ativismo por correspondência aos membros da AFA, 3,4 milhões de assinantes recebem "Alertas de Ação" da AFA por e-mail.

### Boicotes
A AFA boicotou empresas por diversas razões, frequentemente relacionadas a controvérsias sobre o Natal, pornografia, apoio ao ativismo pró-escolha, suporte a conteúdo violento ou sexual em entretenimento e apoio aos direitos LGBTQ, incluindo benefícios para parceiros do mesmo sexo de funcionários. Essas organizações incluem: 7-Eleven, Abercrombie & Fitch, American Airlines, American Girl [en], Blockbuster Video, Burger King, Calvin Klein, Carl's Jr., Chobani, Clorox, Comcast, Crest, Ford, Hallmark Cards, Hardee's, Kmart, Kraft Foods, S. C. Johnson & Son, Movie Gallery [en], Microsoft, MTV, Paramount Pictures, Time Warner, Universal Studios, DreamWorks, Mary Kay, NutriSystem, Old Navy, IKEA, Sears, Procter & Gamble, Target, Walt Disney Company, e PepsiCo.
Em 1986, a 7-Eleven interrompeu a venda das revistas Playboy e Penthouse após um boicote de dois anos pela AFA. Em 1989, a AFA boicotou a Waldenbooks na tentativa de convencer a empresa a parar de vender essas mesmas revistas. A Waldenbooks respondeu com uma campanha publicitária contra a censura, defendendo os direitos da Primeira Emenda. A Waldenbooks, a Associação Americana de Livrarias, o Conselho para Associações de Distribuidores de Periódicos, a Associação Internacional de Distribuidores de Periódicos e a Duval Bibb Services iniciaram uma ação judicial contra a AFA em outubro de 1989, sob a Lei Federal de Organizações Corruptas e Influenciadas por Traficantes [en] (RICO) e as Leis RICO do Estado da Flórida, que protegem o direito de uma organização de conduzir negócios sem assédio ou ameaças. O caso foi resolvido pelas partes sem uma decisão judicial.
A AFA boicotou a PepsiCo em 1989 por apoiar Madonna, cujo videoclipe para "Like a Prayer" Wildmon considerou sacrílego.
No verão de 1993, a AFA comprou anúncios de página inteira no The New York Times, USA Today e Los Angeles Times denunciando o conteúdo sexual e violento do próximo drama policial da ABC, NYPD Blue. A AFA também instou afiliadas da ABC a não transmitir o programa e cidadãos a boicotarem os patrocinadores de Blue. Cerca de um quarto das 225 afiliadas da ABC existentes seguiram a recomendação, mas essas afiliadas estavam majoritariamente em áreas rurais dos EUA. A campanha da AFA aumentou a expectativa pelo programa nos maiores mercados de mídia americanos, e Blue tornou-se um dos programas mais populares da temporada de televisão de 1993–1994.
Em 1996, a AFA lançou um boicote contra a Walt Disney Company quando a empresa começou a oferecer benefícios a funcionários em parcerias domésticas do mesmo sexo. A AFA alegou que Michael Eisner, o CEO da Disney, "estava envolvido em um grupo de mídia que promovia ativamente a agenda homossexual" e estava impulsionando a "agenda gay". A AFA encerrou o boicote na primavera de 2005 após a saída de Eisner da empresa. Tim Wildmon afirmou: "Sentimos que, após nove anos boicotando a Disney, fizemos nosso ponto de vista claro."
Em janeiro de 2002, a rede de restaurantes Taco Bell realizou uma promoção de um mês na qual quatro brinquedos de Cardcaptor Sakura estavam disponíveis em suas refeições infantis, esperando distribuir até 7 milhões de brinquedos durante o mês. A AFA reclamou da promoção, dizendo que as cartas Clow oferecidas eram semelhantes a cartas de tarô e que a série da qual derivavam era semelhante à mitologia oriental. No entanto, as reclamações da organização começaram no dia anterior à data de término programada da promoção.
Em 2003, a AFA, junto com a Associação Americana de Decência, Foco na Família e o Cidadãos pelos Valores da Comunidade, fez lobby e boicotou a Abercrombie & Fitch, pedindo que "a A&F parasse de usar pornografia explícita em seu catálogo trimestral". Em dezembro de 2003, a empresa "retirou o catálogo de férias de todas as suas lojas, dizendo que precisava do espaço no balcão para um novo perfume" e anunciou que interromperia a impressão de catálogos e iniciaria uma nova campanha.
Em 2005, a AFA boicotou a empresa American Girl, vendedora de bonecas e acessórios, por seu apoio à instituição de caridade Girls, Inc., que a AFA chamou de "um grupo de defesa pró-aborto e pró-lésbicas".
Na primavera de 2005, a AFA lançou um boicote à Ford por anunciar em revistas voltadas ao público gay, doar para organizações de direitos dos gays e patrocinar celebrações do orgulho gay. Após reuniões com representantes do grupo, a Ford anunciou que estava reduzindo anúncios em várias publicações voltadas ao público gay, não por motivos culturais, mas por fatores de "corte de custos". Essa afirmação foi contradita pela AFA, que alegou ter um "acordo de boa-fé" para que a Ford cessasse tais anúncios. Logo depois, devido a fortes protestos da comunidade gay, a Ford voltou atrás e anunciou que continuaria os anúncios em publicações voltadas ao público gay, em resposta ao qual a AFA denunciou a Ford por "violar" o acordo e renovou as ameaças de boicote. O boicote terminou em março de 2008.
No Dia da Independência de 2008, a AFA anunciou um boicote ao McDonald's, que tinha um diretor no conselho da Câmara Nacional de Comércio Gay e Lésbica. Em outubro de 2008, a AFA anunciou o fim do boicote após a declaração do McDonald's de ser "neutro em relação ao casamento entre pessoas do mesmo sexo ou qualquer 'agenda homossexual' conforme definido pela Associação da Família Americana" em um memorando aos franqueados.
Em dezembro de 2008, a AFA emitiu um "Alerta de Ação" pedindo que seus membros protestassem contra a Campbell Soup Company, que havia comprado dois anúncios de duas páginas nas edições de dezembro de 2008 e janeiro de 2009 da revista LGBTQ The Advocate. Donald Wildmon disse que os anúncios, que mostravam um casal lésbico com seu filho, "enviavam a mensagem de que pais homossexuais constituem uma família e são dignos de apoio".
Em novembro de 2009, a AFA convocou um boicote contra a varejista de roupas The Gap, Inc., alegando que a campanha publicitária de televisão de fim de ano da varejista não mencionava o Natal. "O Natal historicamente foi muito bom para o comércio. Mas agora a Gap quer o comércio, mas não o Natal", escreveu um porta-voz da AFA. A Gap logo lançou um anúncio em resposta ao boicote, referindo-se especificamente ao Natal, embora também mencionasse outros feriados que ocorrem na mesma época do ano e adicionasse a palavra "Natal" à decoração nas lojas.
Em 2012, a AFA liderou um boicote contra a Archie Comics quando publicaram uma história em quadrinhos apresentando um casamento entre pessoas do mesmo sexo.
Em julho de 2012, eles consideraram boicotar o Google devido à campanha "Pink Dot SG [en]" do Google, que apoia os direitos LGBTQ.
Em abril de 2016, a AFA lançou um boicote contra a Target devido ao anúncio da Target de que "acolhemos membros da equipe transgênero e convidados para usar o banheiro ou provador que corresponda à sua identidade de gênero". Em agosto de 2016, a Target anunciou que investiria 20 milhões de dólares na adição de banheiros de ocupação única em suas lojas em resposta ao boicote. Em fevereiro de 2025, o boicote à Target terminou após a empresa anunciar que estava reduzindo esforços de diversidade, equidade e inclusão, incluindo a participação no índice LGBT da Human Rights Campaign, em janeiro de 2025.

### Mídia publicada
Em 16 de abril de 2007, após o Massacre de Virginia Tech, a AFA lançou um vídeo intitulado The Day They Kicked God out of the Schools, no qual Deus diz a um estudante que os alunos foram mortos em escolas porque Ele não é mais permitido nelas. O vídeo afirma que os tiroteios em Virginia Tech e Columbine, entre outros, são, em parte, resultado de: diminuição da disciplina nas escolas; ausência de oração nas escolas; sexo fora do casamento; violência desenfreada em TV, filmes e música; ou abortos.
Speechless: Silencing the Christians é uma série documental de 2008 apresentada por Janet Parshall. A série explica a posição da AFA contra a pressão por politicamente correto e como diversos fatores, como leis de crimes de ódio e outras ações discriminatórias, estão ameaçando a existência dos cristãos. Em 2009, uma versão especial de uma hora do programa foi produzida e exibida em estações de televisão comercial, onde a AFA comprou o tempo de transmissão.

### Moralidade sexual
A AFA repetidamente fez lobby no Congresso para eliminar o financiamento do Fundo Nacional Para as Artes.
Em defesa das declarações de Mike Huckabee de que pessoas com AIDS deveriam ser colocadas em quarentena, o chefe da AFA da Pensilvânia afirmou que a recomendação de Huckabee era apropriada.

### Visão sobre a mídia
Donald Wildmon foi acusado de afirmar que acredita que Hollywood e o mundo teatral são fortemente influenciados por pessoas judias, e que executivos de redes de televisão e anunciantes têm uma hostilidade genuína contra cristãos.

### Oposição a outras religiões
Em 28 de novembro de 2006, após a eleição de Keith Ellison, o primeiro muçulmano eleito para o Congresso dos Estados Unidos, a AFA lançou um "Alerta de Ação" intitulado "Uma estreia para a América [...] O Alcorão substitui a Bíblia na cerimônia de juramento: Em qual livro a América baseará seus valores, a Bíblia ou o Alcorão?", solicitando aos assinantes que escrevessem aos seus representantes no Congresso e os instassem a criar uma "lei tornando a Bíblia o livro usado na cerimônia de juramento de representantes e senadores".
Em 13 de julho de 2007, uma oração hindu foi realizada no Senado dos Estados Unidos. Rajan Zed, diretor de relações inter-religiosas em um templo hindu, leu a oração a convite do líder da maioria no Senado, Harry Reid, que defendeu seu convite com base nos ideais de Mahatma Gandhi. A AFA enviou um "Alerta de Ação" aos seus membros para que enviassem e-mails, cartas ou ligassem para seus senadores para se oporem à oração hindu, afirmando que ela "busca a invocação de um deus não monoteísta". O alerta afirmava que "como os hindus adoram múltiplos deuses, a oração estará completamente fora do paradigma americano, indo contra o lema americano 'Uma Nação Sob Deus'". A convocação de Zed foi interrompida por três manifestantes de um grupo ativista cristão fundamentalista diferente, Operation Save America [en], na galeria; eles teriam gritado "isto é uma abominação" e se autodenominaram "cristãos e patriotas".
Em 10 de agosto de 2010, Bryan Fischer [en], diretor de Análise de Questões para Governo e Políticas Públicas da AFA, publicou em seu blog no site da AFA que "não deveriam ser concedidas permissões para construir nem mais uma mesquita nos Estados Unidos da América, muito menos a monstruosidade planejada para o Marco Zero. Isso por uma razão simples: cada mesquita islâmica é dedicada à derrubada do governo americano." Fischer continuou: "Devido a essa ideologia subversiva, os muçulmanos não podem reivindicar proteções de liberdade religiosa sob a Primeira Emenda."

### Homossexualidade
A AFA expressa preocupação pública com o que chama de "agenda homossexual". Eles afirmam que a Bíblia "declara que a homossexualidade é antinatural e pecaminosa" e que realizaram "diversos eventos alcançando homossexuais e informando-os de que há amor e cura na Cruz de Cristo".
A AFA faz lobby ativamente contra a aceitação social do comportamento homossexual ("Nós nos opomos aos esforços do movimento homossexual para convencer nossa sociedade de que seu comportamento é normal"). A AFA também promove ativamente a ideia de que a homossexualidade é uma escolha e que a orientação sexual pode ser alterada por meio de ministérios ex-gay.
Em 1996, em resposta a uma reclamação de um membro da AFA que participava de uma campanha contra jornalistas gays, o Fort Worth Star-Telegram transferiu um editor gay de um cargo que ocasionalmente exigia que ele trabalhasse com crianças em idade escolar. A AFA visou o editor devido a tiras de quadrinhos que ele criou, publicadas em revistas gays. O jornal aparentemente agiu com base na afirmação não fundamentada da AFA de que o editor estava "preocupado com os temas de pedofilia e incesto".
Em 2000, o vice-presidente Tim Wildmon manifestou-se contra clubes de aliança gay-heterossexual nas escolas, afirmando: "Vemos esses tipos de clubes como um avanço da causa homossexual". Em 2003, a AFA apresentou um parecer amicus curiae em Lawrence vs. Texas, argumentando contra a revogação das leis de sodomia do Texas. Em 2004, a AFA levantou preocupações sobre o filme Shark Tale, porque o grupo acreditava que o filme foi desenhado para promover a aceitação dos direitos gays por crianças. Em 11 de outubro de 2005, durante uma transmissão da AFA, Tim Wildmon concordou com um ouvinte que redes de cabo como Animal Planet e HGTV apresentavam "evidências de homossexualidade e pessoas lésbicas" e acrescentou que "você tem que tomar cuidado com os programas infantis hoje em dia também, porque eles também vão inserir isso". Em 2007, a AFA manifestou-se contra a IKEA por apresentar famílias gays em seus anúncios de televisão. Em junho de 2008, a AFA protestou contra um anúncio de televisão da Heinz, exibido no Reino Unido, que mostrava dois homens se beijando, o que levou a Heinz a retirar o anúncio. Em 28 de janeiro de 2015, a AFA escreveu ao Southern Poverty Law Center afirmando que agora rejeitava a política de que a conduta homossexual deveria ser ilegal.
O fundador da AFA, Don Wildmon, foi "fundamental" na criação inicial do Arlington Group, um veículo de networking para conservadores sociais focado no casamento gay.

### Projeto Um Milhão de Mães/Um Milhão de Pais
A AFA criou os sites "One Million Moms" (Um Milhão de Mães) e "One Million Dads" (Um Milhão de Pais) com o objetivo declarado de mobilizar pais para "impedir a exploração de crianças" pela mídia. Esses sites são usados para organizar boicotes e incentivar ativistas a enviar e-mails a empresas tradicionais que utilizam publicidade, vendem produtos ou anunciam em programas de televisão considerados ofensivos pela organização. Em 2012, o grupo iniciou e depois recuou de uma campanha fracassada contra a contratação da apresentadora de talk show Ellen DeGeneres como porta-voz da rede de lojas de departamento JCPenney [en]. Eles se opuseram à contratação dela pelo fato de DeGeneres ser "uma homossexual assumida". Durante uma gravação de seu programa, DeGeneres informou seu público sobre o fracasso da tentativa: "Eles queriam que eu fosse demitida, e estou orgulhosa e feliz em dizer que a J.C. Penney manteve sua decisão de me manter como porta-voz."
A campanha One Million Moms se opôs a edições da Marvel e da DC Comics que apresentavam personagens gays, descrevendo as histórias como uma "experiência de lavagem cerebral e dessensibilização" para crianças, escrita para "influenciá-las a pensar que a escolha de um estilo de vida gay é normal e desejável".
A organização criticou a GEICO por um comercial de 2013 que mostrava Maxwell, o Porco em um carro com uma garota humana, afirmando que sugeria bestialidade.
Em 2015, a organização criticou um anúncio da Campbell's que retratava dois pais cuidando de seu filho ao alimentá-lo com a sopa Campbell's Star Wars, afirmando que o anúncio "normaliza o pecado".
Em 2019, a organização reclamou de anúncios exibidos no The Hallmark Channel para o site de planejamento de casamentos Zola, que apresentavam duas noivas se beijando no altar. Em resposta, a empresa controladora do Hallmark, Crown Media, retirou os anúncios. Após protestos do público, incluindo celebridades como Ellen DeGeneres e William Shatner, a Crown Media reverteu sua decisão e anunciou que reintegraria os anúncios. Em 2020, o Burger King foi alvo por usar a palavra "damn" (maldição) em um comercial de televisão.
O número real de participantes no One Million Moms foi questionado. Após uma reclamação sobre anúncios do Burger King que usavam a palavra "damn", um artigo da CNN afirmou que "Apesar de seu nome, não está claro se o grupo tem um milhão de membros. De acordo com seu site, mais de 8.000 pessoas tomaram medidas sobre a questão do Burger King, e seu grupo no Facebook tem pouco menos de 100.000 curtidas".

### In God We Trust
Após os ataques de 11 de setembro em 2001, muitas escolas públicas nos Estados Unidos exibiram cartazes emoldurados com a frase "In God We Trust" (Em Deus Confiamos) em suas "bibliotecas, refeitórios e salas de aula". A Associação da Família Americana forneceu vários cartazes de 28 por 35 cm para sistemas escolares e prometeu defender qualquer desafio legal à exibição dos cartazes.

## Críticas e controvérsias
Em 2015, a organização repudiou oficialmente as visões do ex-diretor de análise de questões Bryan Fischer, incluindo a alegação de que pessoas negras "se reproduzem como coelhos"; que a Primeira Emenda se aplica apenas a cristãos; que hispânicos são "socialistas por natureza" e vêm aos EUA para "saquear" o país; que Hillary Clinton é lésbica; e que "a homossexualidade nos deu Adolf Hitler, e homossexuais nas forças armadas nos deram os Camisas Marrons, a máquina de guerra nazista e seis milhões de judeus mortos".

### Exercício religioso
Sandy Rios, diretora de assuntos governamentais da AFA, criticou "poderosas forças judaicas por trás da ACLU" e afirmou que judeus seculares frequentemente "se revelam os piores inimigos do país", enquanto o presidente da AFA, Tim Wildmon, declarou que "a maioria dos judeus neste país, infelizmente, é de extrema esquerda".
Bryan Fischer, ex-diretor de análise de questões, descreveu muçulmanos como "parasitas que devem se converter ou morrer" e afirmou que a Primeira Emenda da Constituição dos Estados Unidos protege apenas a prática religiosa do cristianismo, escrevendo em um post de blog: "O verdadeiro objetivo da emenda não era tolerar, muito menos promover o maometanismo, o judaísmo ou a infidelidade, ao prostrar o cristianismo; mas excluir toda rivalidade entre seitas cristãs... Portanto, o propósito da Primeira Emenda não era, de forma alguma, 'aprovar, apoiar ou aceitar' qualquer 'religião' além do cristianismo." Fischer sugeriu que judeus e muçulmanos não estão incluídos nas proteções de liberdade religiosa nos EUA, dizendo: "Eu sustento há anos que a Primeira Emenda, conforme dada pelos Fundadores, fornece proteções de liberdade religiosa apenas para o cristianismo." Ele escreveu posteriormente: "Somos uma nação cristã e não uma nação judaica ou muçulmana."
Em um comunicado de imprensa de 2015 denunciando as visões de Fischer, a AFA declarou: "A AFA rejeita a ideia expressa por Bryan Fischer de que o 'livre exercício da religião' se aplica apenas a cristãos. Consequentemente, a AFA rejeita as afirmações de Bryan de que muçulmanos não deveriam receber permissões para construir mesquitas nos Estados Unidos."

### Posição sobre homossexualidade
A AFA foi criticada por várias organizações por sua posição contra os direitos dos gays. O Southern Poverty Law Center, por meio de seu programa Teaching Tolerance, incentivou escolas nos EUA a realizar um dia de "Mix It Up at Lunch" para encorajar os alunos a quebrarem grupos fechados e prevenirem o bullying. No final de 2012, a AFA chamou o projeto – iniciado 11 anos antes e realizado em mais de 2.500 escolas – de "uma promoção nacional para promover o estilo de vida homossexual nas escolas públicas", pedindo aos pais que mantivessem seus filhos em casa no dia 30 de outubro de 2012 e ligassem para as escolas para protestar contra o evento. "Fiquei surpresa que eles mentiram completamente sobre o que é o Mix It Up Day", disse Maureen Costello, diretora do projeto Teaching Tolerance do centro, ao The New York Times. "Foi uma tática cínica de espalhar medo." Em outubro, Bryan Fischer foi retirado do ar durante uma entrevista na CNN com Carol Costello por repetir sua crença de que "Hitler recrutou homossexuais ao seu redor para formar seus Stormtroopers".
Em 2012, quando a seleção do júri estava para começar em um julgamento sobre acusações de sequestro da filha de um casal lésbico, Fischer escreveu no Twitter em apoio ao sequestro de crianças de lares do mesmo sexo e contrabandeá-las para o que ele chama de lares "normais". Fischer reiterou suas opiniões em seu programa de rádio e em vídeo. Em janeiro de 2013, ele comparou sexo consensual entre pessoas do mesmo gênero a pedofilia, incesto e bestialidade. Em janeiro de 2013, Fischer comparou a mudança de visão dos Boy Scouts of America sobre escoteiros e líderes gays a Jerry Sandusky, dizendo que permitir líderes gays era convidar pedófilos para as barracas das crianças. Em março de 2013, Fischer comparou a homossexualidade a roubo de banco quando o senador Rob Portman anunciou que suas visões sobre casamento entre pessoas do mesmo sexo mudaram devido ao fato de ter um filho gay. Fischer também afirmou que a homossexualidade deveria ser banida como gorduras trans por ser "um perigo para a saúde humana" e comparou homossexuais a ladrões, assassinos e molestadores de crianças.
Em 28 de janeiro de 2015, Tim Wildmon, presidente da Associação da Família Americana, rebaixou Fischer de seu papel como porta-voz. Fischer afirmou que continuaria apresentando o programa de rádio American Family Talk da AFA. Para evitar ser categorizada como um grupo de ódio por Israel, a AFA emitiu um comunicado de imprensa denunciando algumas das visões de Fischer, rejeitando sua alegação de que Hillary Clinton é lésbica e afirmando: "A AFA rejeita a declaração de Bryan Fischer de que 'a homossexualidade nos deu Adolf Hitler, e homossexuais nas forças armadas nos deram os Camisas Marrons, a máquina de guerra nazista e seis milhões de judeus mortos.' A AFA rejeita a política defendida por Bryan Fischer de que a conduta homossexual deveria ser ilegal. A AFA rejeita a noção defendida por Bryan Fischer de que 'precisamos de uma ferrovia subterrânea para proteger crianças inocentes de lares do mesmo sexo.'"

#### Homossexualidade e Nazismo
O ex-líder da AFA na Califórnia, Scott Lively [en], é coautor de The Pink Swastika (1995), no qual ele afirma que todos os principais líderes do regime Nazista eram homossexuais, uma alegação amplamente rejeitada pela maioria dos historiadores. Desde então, ele co-fundou o Watchmen on the Walls. Em 2007, Bryan Fischer, ex-Diretor de Análise de Questões da AFA, recebeu Scott Lively em um evento promovendo a mensagem de que "a homossexualidade estava no cerne do nazismo".
Em maio de 2010, Fischer escreveu um post no blog no site da AFA e no RenewAmerica detalhando supostas alegações de que Adolf Hitler era homossexual, que "o Partido Nazista começou em um bar gay em Munique", e concluiu afirmando que o Holocausto (que incluiu vítimas gays da perseguição nazista) foi causado por homossexuais no exército alemão nazista: "A Alemanha nazista tornou-se o horror que foi porque rejeitou tanto o cristianismo quanto seu claro ensino sobre sexualidade humana." No rádio American Family Talk, Fischer repetiu a alegação de que Hitler era homossexual e afirmou que Hitler recrutou homossexuais para serem stormtroopers, porque "soldados homossexuais basicamente não tinham limites e a selvageria e brutalidade que estavam dispostos a infligir."
Em 2013, Fischer afirmou que "homofascistas" tratarão os cristãos como judeus no Holocausto e, mais tarde naquele ano, repetiu no American Family Talk que Hitler iniciou o Partido Nazista "em um bar gay em Munique" e que ele "não conseguia fazer heterossexuais serem cruéis o suficiente para serem seus executores."

#### Crítica à homossexualidade
Em 1998, o software de filtragem de internet CyberPatrol bloqueou o site da AFA, classificando-o na categoria "intolerância", definida como "imagens ou textos que promovem preconceito ou discriminação contra qualquer raça, cor, origem nacional, religião, deficiência ou incapacidade, gênero ou orientação sexual..." O porta-voz da AFA, Steve Ensley, disse aos repórteres: "Basicamente, estamos sendo bloqueados por liberdade de expressão." O CyberPatrol citou citações da AFA que atendiam aos seus critérios de intolerância, incluindo: "Indiferença ou neutralidade em relação ao movimento pelos direitos homossexuais resultará na destruição da sociedade ao permitir que a ordem civil seja redefinida e ao nos lançar, nossos filhos e netos em uma era de ausência de Deus"; "Um 'Dia Nacional de Saída da Homossexualidade' nos proporciona um meio de dissipar as mentiras da multidão pelos direitos homossexuais que dizem que nasceram assim e não podem mudar"; e "Queremos proibir a homossexualidade pública... Acreditamos que a homossexualidade é imoral e leva, em última análise, à decadência pessoal e social."
Em 19 de outubro de 1998, o Conselho de Supervisores de São Francisco, liderado por Leslie Katz, escreveu uma carta à AFA em resposta a um anúncio colocado no San Francisco Chronicle pela AFA sobre homossexualidade e cristianismo. A carta afirmava:
A supervisora Leslie Katz denuncia sua retórica contra gays, lésbicas e pessoas transgênero. O que aconteceu com Matthew Shepard é, em parte, devido à mensagem propagada por seus grupos de que gays e lésbicas não são dignos dos direitos e tratamento mais básicos de igualdade. Não é exagero dizer que há uma correlação direta entre esses atos de discriminação, como quando gays e lésbicas são chamados de pecadores e quando grandes organizações religiosas dizem que eles podem mudar se tentarem, e os crimes horríveis cometidos contra gays e lésbicas.
Na mesma época, a cidade e condado de São Francisco aprovou duas resoluções. A Resolução No. 234-99 "pede que a Direita Religiosa assuma a responsabilidade pelo impacto de sua retórica de longa data denunciando gays e lésbicas, que leva a um clima de desconfiança e discriminação que pode abrir a porta para crimes horríveis como os cometidos contra Sr. Gaither" e a Resolução No. 873-98 foi especificamente direcionada a anúncios de televisão "anti-gay". A AFA desafiou sem sucesso essas ações como violações das cláusulas de Liberdade de Expressão e Livre Exercício da Primeira Emenda em American Family Association v. City and County of San Francisco.
Em 1998, várias organizações expressaram críticas a uma série de anúncios em jornais de página inteira patrocinados pela AFA que promoviam ministérios religiosos envolvidos no movimento ex-gay. Em resposta aos anúncios, a Mesa Redonda de Liderança Religiosa disse que os anúncios empregavam "linguagem de violência e ódio para denunciar outras pessoas". A IntegrityUSA criticou os anúncios, chamando-os de "malignos" por desrespeitarem os ensinamentos cristãos sobre a "dignidade de todo ser humano". A DignityUSA [en] também criticou os anúncios, que considerou "enganosos e destrutivos".
Em julho de 2000, a AFA enviou e-mails e cartas pedindo que o abertamente gay Republicano do Arizona e membro da Câmara dos Representantes dos Estados Unidos, Jim Kolbe [en], fosse impedido de falar na Convenção Nacional Republicana. A AFA também disse que Kolbe deveria ser preso ao retornar ao seu estado natal, pois, por ser gay, ele estava violando uma lei do Arizona que proibia a sodomia. A Equality Mississippi, uma organização estadual de direitos civis LGBTQ, que expressou oposição e críticas ao ativismo da AFA em relação à homossexualidade, considerou que a ação da AFA constituía e incentivava violência contra a comunidade gay.
Em 2005, a Equality Mississippi falou publicamente contra a AFA pelo uso de imagens protegidas por direitos autorais no site da AFA em seu boicote contra a Kraft Foods por ser patrocinadora dos Gay Games de 2006 em Chicago. As fotografias, usadas sem permissão, foram obtidas de ChrisGeary.com. A Equality Mississippi encorajou ChrisGeary.com a processar a AFA e ofereceu apoio ao processo.
Em junho de 2008, o site de notícias da AFA, OneNewsNow, que começou a substituir todas as instâncias da palavra "gay" por "homosexual" em artigos republicados da Associated Press, alterou um perfil da AP do velocista olímpico Tyson Gay, transformando seu nome em "Tyson Homosexual". Da mesma forma, o OneNewsNow alterou o nome do jogador de basquete Rudy Gay, chamando-o de "Rudy Homosexual". O site de direitos dos gays, GoodAsYou.org, que "há muito documenta a prática da AFA de alterar textos da AP para atender à sua agenda conservadora", identificou os erros. Tyson Gay ficou chateado com o erro.
Em 2019, Fischer escreveu no site da AFA que a homossexualidade está inescapavelmente ligada à pedofilia.

### Liberdade Intelectual
Indivíduos da indústria da mídia criticaram Donald Wildmon, fundador da AFA. Gene Mater, vice-presidente sênior da CBS Television, declarou: "Vemos os esforços de Wildmon como o maior ataque frontal à liberdade intelectual que este país já enfrentou", e Brandon Tartikoff [en], então presidente de entretenimento da NBC, afirmou que a campanha de boicote de Wildmon foi "o primeiro passo em direção a um estado policial".

### Marilyn Manson
Paul Cambria, advogado da banda de rock Marilyn Manson, enviou uma carta de cessar e desistir à AFA em 25 de abril de 1997, em resposta a alegações publicadas no AFA Journal de que Manson incentivava os membros da audiência a se envolverem em atos sexuais e violentos em seus shows. O AFA Journal baseou-se em testemunhos de dois supostos adolescentes frequentadores de concertos anônimos. As alegações foram independentemente comprovadas como falsas. Wildmon respondeu que sua organização como um todo não era responsável, mas sim o capítulo da AFA na Costa do Golfo em Biloxi, Mississippi.

### Listagem como Grupo de Ódio
O Southern Poverty Law Center (SPLC), em um relatório de 2005, afirmou que a AFA, junto com outros grupos, se envolvia em discurso de ódio para "impulsionar a cruzada anti-gay da direita religiosa". Mark Potok, do SPLC, determinou que o ponto de virada foi a decisão de 2003 em Lawrence v. Texas, na qual a Corte Suprema derrubou as leis anti-sodomia do Texas. Após isso, a direita cristã gastou milhões em anúncios, e em briefings de pastores organizados por ativistas como o cristão "nascido de novo" David Lane. Lane ajudou a AFA a colocar emendas constitucionais de casamento entre pessoas de sexos opostos nas cédulas de 13 estados.
Em novembro de 2010, o SPLC alterou a listagem da AFA de um grupo que usava discurso de ódio para a classificação mais grave de grupo de ódio. Potok disse que a "propagação de falsidades conhecidas e propaganda demonizadora" foi a base para a mudança.
A AFA ficou extremamente descontente com a designação como grupo de ódio, chamando a lista de "caluniosa". Em resposta ao anúncio do SPLC, alguns membros da direita cristã "pediram ao Congresso que cortasse seu financiamento". J. Matt Barber do The Washington Times disse que o SPLC estava se "marginalizando" ao dar à AFA a mesma designação de grupo de ódio compartilhada pela Ku Klux Klan e neo-nazistas. Ken Williams comentou que, em reação, o FRC e a AFA se uniram a outras organizações "pró-família" visadas pelo SPLC para criar um novo site, uma petição online chamada "Comece a Debater/Pare de Odiar" para combater o SPLC, e publicaram anúncios de página inteira em dois jornais de Washington D.C., defendendo seu trabalho "para proteger e promover o casamento natural e a família". O anúncio afirmava que os "abaixo-assinados estão solidários" com as organizações designadas como grupos de ódio, e que eles "apoiam o exercício vigoroso, mas responsável, dos direitos da Primeira Emenda de liberdade de expressão e liberdade religiosa que são o direito inato de todos os americanos".
O Presidente da Câmara Designado John Boehner e os governadores de Louisiana, Minnesota e Virgínia estavam entre aqueles que assinaram a declaração. O SPLC abordou a declaração do novo site; Potok foi citado por David Weigel da revista Slate dizendo que "as listagens do SPLC desses grupos são baseadas em sua propagação de falsidades conhecidas – alegações sobre pessoas LGBT que foram completamente desmentidas por autoridades científicas – e xingamentos repetidos e sem fundamento." A Rede Americana de Notícias Independentes (AINN) observou que a AFA recentemente denunciou a juíza da Suprema Corte Elena Kagan como uma lésbica inadequada para o cargo – a AINN afirmou que "ela não é" lésbica – e que Fischer disse que os métodos selvagens e brutais de Hitler só foram possíveis porque ele e a maioria de seus stormtroopers eram gays. Jillian Rayfield do Talking Points Memo notou a ironia no site chamar o SPLC de um grupo da "esquerda radical" "espalhando retórica odiosa", mas em outro lugar declarar que os debates da direita cristã "podem e devem permanecer civis – mas nunca devem ser suprimidos por meio de ataques pessoais que visam apenas difamar o caráter de um oponente".